# Saint-Pierre-d'Arthéglise
Saint-Pierre-d'Arthéglise é uma comuna francesa na região administrativa da Normandia, no departamento Mancha. Estende-se por uma área de 5,46 km². Em 2010 a comuna tinha 149 habitantes (densidade: 27,3 hab./km²).